# Myxomphalia invita
Myxomphalia invita är en svampart som först beskrevs av Petter Adolf Karsten, och fick sitt nu gällande namn av Meinhard (Michael) Moser 1986. Myxomphalia invita ingår i släktet Myxomphalia och familjen Tricholomataceae.   Inga underarter finns listade i Catalogue of Life.